# Noční rozhovor
Noční rozhovor je komorní opera (původně rozhlasová) o jednom dějství českého skladatele Jiřího Smutného podle rozhlasové hry Friedricha Dürrenmatta Noční rozhovor s opovrhovaným člověkem. Libreto si upravil skladatel z českého překladu Dürrenmattovy hry od Bohumila Černíka. Operu poprvé uvedl Československý rozhlas 5. září 1966, jevištní premiéru uvedlo 8. prosince 1968 Württemberské státní divadlo ve Stuttgartu.

## Vznik, charakteristika a historie
27. března 1965 byla v Československém rozhlase odvysílána poprvé rozhlasová hra Noční rozhovor švýcarského dramatika Friedricha Dürrenmatta v překladu Bohumila Černíka. Tento překladatel z němčiny se soustředil právě na překlady soudobých dramatiků, zejména právě Švýcarů Dürrenmatta a Maxe Frische. Následujícího roku vyšel v nakladatelství Orbis celý soubor překladů Dürrenmattových rozhlasových her. Skladatel Jiří Smutný – v té době již autor několika hudebně-dramatických prací – dvě z nich, jen s menšími textovými změnami provedenými ve spolupráci s překladatelem, zhudebnil. Již v roce 1966 byla napsána, vydána, nahrána i odvysílána rozhlasová komorní opera Noční rozhovor, v následujícím roce pak vznikla opera Dvojník.
Smutný zhudebnil text hry, jenž spočívá ve filosofickém dialogu bez většího vnějšího děje, především s citem pro srozumitelnost slova a pro pružné střídání slov a hudby. Hudební doprovod je omezen na komorní soubor, v němž převažují dechové a bicí nástroje, zatímco ze smyčcových jsou netypicky zastoupeny jen ty hlubší, violy a violoncella. Nízké jsou rovněž oba zpěvní hlasy – baryton a bas. Na rozhlasové nahrávce se obou rolí zhostili přední umělci Národního divadla (kde Smutný působil), Jindřich Jindrák a Karel Berman. Podle recenze Smutný i komorního instrumentálního obsazení „užívá úsporně, nešetří pauzami a funkci partitury chápe převážně jako rezonanční pozadí duševních pochodů. Znějící struktury jsou atonální, v akcentech klastrovitě vrší akordy, v melodických liniích se Smutný orientuje na techniku řad. […] Pěvecké party se mu přitom scvrkávají na libovolně přizpůsobitelné kadence hovorové řeči, aniž by dbaly o intervalovou nebo rytmickou přesnost a aniž by dosahovaly plastické hutnosti Janáčkových ‚nápěvků‛.“ (Kurt Honolka)
Noční rozhovor byl v rozhlase reprízován v roce 1967 a 1968. Pozdějšímu uvádění Nočního rozhovoru i Dvojníka stála v cestě jak nedůvěra normalizačního režimu k politickým konotacím Dürrenmattových dramat – jejichž autor navíc v zahraničí organizoval protesty proti okupaci Československa –, tak osoba překladatele Bohumila Černíka, který v roce 1968 emigroval do Švýcarska.
Přestože byl Noční rozhovor v zásadě koncipován jako rozhlasová opera, byl proveden i na jevišti. V prosinci roku 1968 totiž uspořádalo Württemberské státní divadlo ve Stuttgartu – jako projev solidarity s okupovaným Československém – týden československé opery, na němž vedle Smetanovy Prodané nevěsty, Janáčkovy Její pastorkyně a Cikkerova Vzkříšení právě první divadelní inscenaci Smutného Nočního rozhovoru, a to 8. prosince 1968.
Opery recenzoval mimo jiné specialista na českou hudbu a překladatel řady českých libret do němčiny Kurt Honolka. Nepovažoval ji za zdařilou, což byla zčásti vina nutného zpětného překladu z češtiny do němčiny, jímž se ztratila autenticita Dürrenmattova jazyka; především však zpochybňoval vůbec účel zhudebnění Dürrenmattovy předlohy. Podle Honolky se „přímo vtírá otázka, co tu má vůbec co dělat hudba. […] Nelze popřít, že [Jiří Smutný] má cit pro zvukové efekty a dramatickou účinnost. Avšak to nejlepší, co může udělat i nejúsporněji psaná hudba tváří v tvář tak přemocné textové předloze – zříci se totiž jakékoli autonomie a jen skromně sloužit – ji ještě nedělá lepší.“ Přiznal však, že „[p]řijetí díla publikem na operní představení nezvykle mladým bylo zcela kladné“ a i inscenace a dramatické výkony byly velmi dobré.

## Osoby a první obsazení
| osoba            | hlasový obor     | rozhlasová premiéra (5. září 1966) | scénická premiéra (8. prosince 1968) |
| ---------------- | ---------------- | ---------------------------------- | ------------------------------------ |
| Spisovatel       | baryton          | Jindřich Jindrák                   | Carlos Alexander                     |
| Kat              | bas              | Karel Berman                       | Klaus Bertram                        |
| Dirigent:        | Dirigent:        | František Vajnar                   | Alexander Sander                     |
| Režie:           | Režie:           | …                                  | Friedrich Meyer-Oertel               |
| Scéna a kostýmy: | Scéna a kostýmy: | –                                  | Gaby Bauer                           |

## Děj opery
V noci přichází k protirežimnímu spisovateli člověk vyslaný režimem despotického předsedy vlády, který se má stát spisovatelovým katem. Spisovatel není jeho příchodem překvapen; poté, co se postavil proti vládě a opustili ho všichni přátelé, ho vlastně očekával. Chce zemřít jako hrdina, s hlasitým protestem, a katem opovrhuje. Ten se s ním však dá do filosofického rozhovoru, vypráví mu o vlastních zkušenostech a naučí spisovatele pokoře před smrtí, ale i odvaze ji podstoupit. Spisovatel tak nakonec neumírá s hněvem, strachem či rezignací, ale s vědomím, že jeho duch a stopa po něm zůstanou nezničitelné.

## Instrumentace
Flétna, hoboj, klarinet; tři pozouny; tympány, bicí souprava; cembalo, klavír; dvě violy, dvě violoncella.